# 134125 Shaundaly
134125 Shaundaly este o planetă minoră (asteroid), cu un diametru de 4,93 km, din centura de asteroizi. A fost descoperită pe 6 ianuarie 2005 la Catalina Station⁠(d) de Catalina Sky Survey. 
Obiectul prezintă o orbită caracterizată de o semiaxă mare de 3,129297562575 UAi, o excentricitate de 0,11, o înclinație de 6,7 ° în raport cu ecliptica.